# Jacqueline Blancard
Jacqueline Blancard   (París, 6 d'abril de 1909 - Ginebra, 25 de novembre de 1994) va ser una pianista franco-suïssa.
Blancard, filla de dos Comediants, primer va estudiar al Conservatori de Lausana. I després va assistir al Conservatori de París. Més tard va Treballar amb Isidor Philipp i va guanyar un primer premi a la seva classe el 1926. Blancard va continuar la seva formació amb Alfred Cortot, dominant tant el repertori alemany com l'escola moderna francesa. Va ser molt considerada com una especialista de Schumann i va realitzar el primer enregistrament dels dos conjunts d'études de Debussy. El 1938 es va convertir en la primera pianista a gravar el Concert per a mà esquerra de Ravel, sota la direcció de Charles Munch. També va interpretar tres concerts de piano de Mozart a Nova York.
Estava casada amb el doctor Ami Miège de Ginebra, Suïssa. Va gravar principalment per al segell "Decca Records". Va morir a Ginebra als 94 anys.